# Zundert
Zundert ( udtale ?) er en kommune og en by i den sydlige provins Noord-Brabant i Nederlandene. 
- Wikimedia Commons har flere filer relateret til Zundert

51°28′N 4°40′Ø / 51.47°N 4.66°Ø